# Vinillitijum
Vinillitijum je organolitijumsko jedinjenje sa formulom LiC2H3. Bezbojna ili bela čvrsta supstanca, uglavnom se sreće kao rastvor u tetrahidrofuranu (THF). Reagens je u sintezi organskih jedinjenja, posebno za vinilacije.

## Priprema i struktura
Rastvori vinillitijuma se pripremaju reakcijama litijum-halogenske razmene. Put bez halida podrazumeva reakciju tetravinilkalaja sa butillitijumom:
Sn(CH=CH2)4  +  4 BuLi   →   SnBu4  +  4 LiCH=CH2
Reakcija etilena i litijuma daje vinil litijum i litijum hidrid, zajedno sa drugim organolitijumskim jedinjenjima.
Kao i većina organolitijumskih jedinjenja, vinillitijum kristališe iz THF-a kao klaster jedinjenja u vidu kubanskog tipa klastera.

## Reakcije
Vinillitijum se koristi za ugradnju vinil grupa na reagense na bazi metala, odnosno vinilacije. To je prekurzor vinilsilana, vinilkuprata i vinilstanana. On se dodaje jedinjenjima ketona dajući alilne alkohole. Vinilmagnezijum bromid se često koristi umesto vinillitijuma.

## Alternativni reagensi
Vinil magnezijum bromid, Grignardov reagens, je na mnogo načina lakše proizvesti u laboratoriji i ponaša se slično kao vinillitijum.